# Alice et Bob
Pour les articles homonymes, voir Alice et Bob.
Pour l'entreprise, voir Alice & Bob.
 (février 2013).
Si vous disposez d'ouvrages ou d'articles de référence ou si vous connaissez des sites web de qualité traitant du thème abordé ici, merci de compléter l'article en donnant les références utiles à sa vérifiabilité et en les liant à la section « Notes et références ».

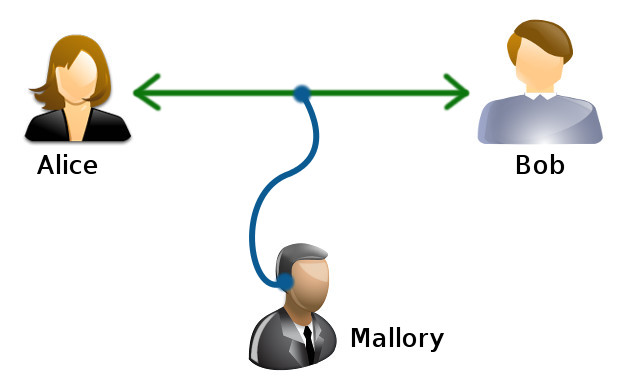
Schéma de communication entre Alice et Bob intercepté par Mallory

Les personnages Alice et Bob sont des figures classiques en cryptologie. Ces noms sont utilisés au lieu de « personne A » et « personne B » ; Alice et Bob cherchent dans la plupart des cas à communiquer de manière sécurisée.
Ces noms ont été inventés par Ronald Rivest, Adi Shamir et Leonard Adleman pour leur article de 1978 dans le Communications of the ACM qui présentait le cryptosystème RSA (le rapport technique de 1977 sur RSA n'utilisait pas encore ces noms). Rivest nie tout lien avec le film de 1969 intitulé Bob et Carole et Ted et Alice.[réf. nécessaire] Les personnages sont rapidement devenus populaires dans la communauté des cryptographes, entre autres après que leur « histoire » a été racontée lors d'un after-dinner speech de John Gordon lors d'une conférence à Zurich,.
D'autres prénoms sont utilisés pour décrire d'autres rôles, comme Oscar (l'adversaire, opponent en anglais) ou Eve (une « écouteuse » ou eavesdropper) ou Robert (le responsable, Roberto en espagnol). Ces personnages font souvent partie des démonstrations d'attaques et d'explications sur les protocoles. Selon la langue, on peut trouver d'autres prénoms (Bernard ou Carole en français, par exemple).

## Liste des personnages
Cette liste est inspirée de la liste de Bruce Schneier publiée dans Applied Cryptography.

### Utilisateurs légitimes
- Alice et Bob (parfois Bernard en français). En général, Alice veut envoyer un message à Bob.
- Carol (ou Carole en français), Carlos ou Charlie est un troisième participant aux échanges.
- Dave ou David[5] est un quatrième participant.
- Au-delà il faudrait utiliser un prénom en « E », mais un risque de confusion existe car cette lettre est celle de l'attaquant le plus courant (voir plus bas).

### Adversaires
- Eve, une écouteuse externe (de l'anglais eavesdropper), est une attaquante passive. Elle peut écouter les échanges d'Alice et de Bob, mais elle ne peut pas les modifier. Ce personnage a été introduit dès 1988 par Charles Bennett, Gilles Brassard et Jean-Marc Robert[6].
- Mallory, (ou Mallet, pour malicieux), est un attaquant actif. Au contraire d'Eve, Mallory peut modifier les messages, substituer les siens, remettre en jeu d'anciens messages, etc. Rendre un système sûr vis-à-vis de Mallory s'avère un problème plus difficile que pour Eve.
- Oscar, un opposant, est habituellement défini comme équivalent à Mallory.
- Trudy, une intruse, est plus dangereuse qu'Eve mais moins que Mallory car elle ne peut modifier des messages qu'en transit. Bob et Alice devraient idéalement être aptes à détecter de telles modifications, puis soit les ignorer, soit récupérer le message original. Sinon, Trudy peut causer beaucoup de dommages. Il faut noter que si on bloque Eve, Trudy sera bloquée également parce qu'elle ne pourra pas accéder aux messages.

### Tierces parties
- Isaac, un fournisseur d'accès à Internet (« i » de l'anglais Internet Service Provider, ISP).
- David, le développeur d'un logiciel.
- Susie, opératrice d'un serveur (de transit entre Alice et Bob, par exemple).
- Ivan, un émetteur (« i » de l'anglais issuer), pour la cryptographie financière, par exemple.
- Justin, du système de justice, plus spécifiquement, un avocat.
- Matilda, une marchande, pour la cryptographie financière ou le commerce électronique, par exemple.
- Nestor, un tiers de confiance neutre, est une version francophone de Trent.
- Plod, est un officier de police, de douanes ou de service de renseignements.
- Trent, est un arbitre de confiance (« tr » de l'anglais trusted arbitrator), est en quelque sorte un tiers parti neutre dont le rôle exact varie avec le protocole dont il est question.
- Vanna, voir Peggy.
- Victor, voir Peggy.
- Walter, un gardien de prison (« w » de l'anglais warden), peut surveiller Alice et Bob d'une façon qui dépend du protocole en question.

### Preuve à divulgation nulle de connaissance
- Peggy (ou Pat), un prouveur et Victor (ou Vanna) un vérifieur, doivent interagir d'une façon donnée afin de prouver que la transaction voulue a bien eu lieu. On les retrouve souvent dans les preuves à divulgation nulle de connaissance (zero-knowledge). La paire de noms Pat et Vanna est une référence aux hôtes de l'émission de télévision américaine Wheel of Fortune.

### Systèmes de preuve interactive
Bien que les systèmes de preuve interactive ne soient pas tout à fait des protocoles cryptographiques, ils sont suffisamment reliés pour qu'on mentionne la liste des personnages de sa terminologie.
- Arthur et Merlin : dans les preuves interactives, le prouveur a une capacité calculatoire illimitée et est donc associé à Merlin, le puissant magicien. Il émet un énoncé comme véritable et Arthur, le sage roi, lui pose des questions pour vérifier cet énoncé. Ces deux personnages sont aussi éponymes de deux classes de complexité, soit MA et AM.